# These Times (альбом The Dream Syndicate)
These Times (с англ. — «Эти времена») — шестой студийный альбом американской рок-группы The Dream Syndicate с фронтменом Стивом Уинном. Он был выпущен 3 мая 2019 года лейблом ANTI- Records.

## История
В записи These Times приняли участие фронтмен Стив Уинн и его коллеги по группе — гитарист Джейсон Виктор, клавишник Крис Какавас, басист Марк Уолтон и барабанщик Деннис Дак.

## Отзывы
| Оценки критиков | Оценки критиков |
| Источник        | Оценка          |
| --------------- | --------------- |
| AllMusic        | [ 1 ]           |
| PopMatters      | [ 3 ]           |

Альбом получил положительные отзывы музыкальной критики и интернет-изданий.
В своей рецензии на AllMusic Марк Деминг дал альбому четыре звезды из пяти и далее написал, что «Любой внимательный поклонник уже знает, что Dream Syndicate не собираются выпускать ещё один альбом, звучащий как The Days of Wine and Roses (они не делали этого с 1982 года), и глупо ожидать этого. Но им это и не нужно, если они способны делать такую же хорошую музыку, как These Times; это страстная и полезная музыка от артистов, которые все ещё исследуют новую территорию с действительно удовлетворительными результатами».
Эд Уайтлок из PopMatters написал в рецензии: «Несмотря на название, These Times — это не альбом-заявление. Уинн и Ко не позиционируют себя в качестве старцев с посланием для молодых, по крайней мере, если это послание не политическое. Если в этих десяти песнях и есть неявное послание, то оно заключается в широте музыкальных стилей. Вторая итерация „Синдиката мечты“ Уинна, кажется, принимает простоту истоков рока. Они здесь для того, чтобы делать хорошую музыку и, если вы попадёте на концерт, потрясти ваш мир. Иногда это все, что нужно».

## Список композиций
| №   | Название                              | Длительность |
| --- | ------------------------------------- | ------------ |
| 1.  | «The Way In»                          | 2:41         |
| 2.  | «Put Some Miles On»                   | 4:00         |
| 3.  | «Black Light»                         | 4:41         |
| 4.  | «Bullet Holes»                        | 4:03         |
| 5.  | «Still Here Now»                      | 4:09         |
| 6.  | «Speedway»                            | 3:16         |
| 7.  | «Recovery Mode»                       | 3:53         |
| 8.  | «The Whole World's Watching»          | 5:50         |
| 9.  | «Space Age»                           | 3:08         |
| 10. | «Treading Water Underneath the Stars» | 4:15         |

## Чарты
| Чарт (2019)                         | Высшая позиция |
| ----------------------------------- | -------------- |
| США (Independent Albums, Billboard) | 34             |